# Daniel arap Moi
Daniel Toroitich arap Moi (født 2. september 1924, død 4. februar 2020) var Kenyas anden og hidtil længst siddende præsident.
Moi var uddannet som skolelærer. I 1960 grundlagde han Kenya African Democratic Union – en politisk bevægelse, der modsatte sig Jomo Kenyattas Kenya African National Union som var domineret af de store Luo og Kikuyu-stammer. Moi var selv et medlem af den lille Kalenjin-stamme.
Efter Kenyas uafhængighed, blev KADU og KANU forenet, og i 1967 blev Moi vicepræsident. Han blev præsident efter Kenyattas død i 1978. Han trak sig tilbage i 2002.